# Så ock på Jorden

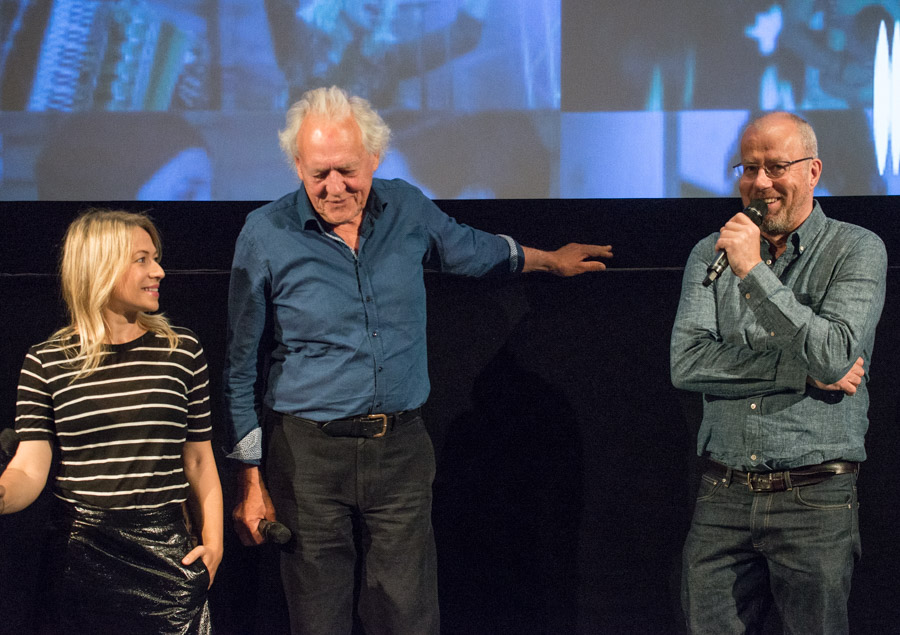
Några av personerna bakom filmen Så ock på jorden under presentationen i Filmhuset i Stockholm i augusti 2015. Från vänster: Frida Hallgren, Kay Pollak och Lennart Jähkel.

Så ock på Jorden är en svensk dramafilm i regi av Kay Pollak. Filmen hade biopremiär i Sverige den 4 september 2015, och är en fristående fortsättning på den Oscarsnominerade filmen Så som i himmelen från 2004. I rollerna ses bland andra Frida Hallgren, Niklas Falk och Lennart Jähkel.

## Handling
Så ock på jorden kretsar kring den musikälskande Lena, som i den tidigare filmen hade en relation med den hemvändande kände dirigenten Daniel Daréus. Byns präst, Stig, har problem med vikande kyrkointresse och sitt privata liv, och har i denna film fått en mer central roll, då kyrkan skall restaureras och återinvigas i stor stil. Då Lena involveras i kyrkomusiken, blir det startskottet för en serie händelser som återväcker människornas lust och längtan till liv. Samtidigt finns det andra som blir provocerade av Lenas idéer och arbetsmetoder.

## Rollista
- Frida Hallgren – Lena
- Jakob Oftebro – Axel
- Niklas Falk – Stig, kyrkoherden
- Lennart Jähkel – Arne
- André Sjöberg – Tore
- Ylva Lööf – Siv
- Lasse Petterson – Erik
- Axelle Axell – Florence
- Mikael Rahm – Holmfrid
- Maria Sid – Helena
- Björn Bengtsson – Jonas
- Eric Ericson – Verner
- Thomas Hanzon – Bruno
- Björn Granath – Bjelke

## Om filmen
Så ock på jorden spelades in i Boden, Mockträsk och Luleå (kyrkscenerna är inspelade i Töre kyrka) efter ett manus av Carin och Kay Pollak. Den producerades av Anders Birkeland och Göran Lindström för produktionsbolaget GF Studios AB. A-fotograf var Harald Gunnar Paalgard.